# Sida jamaicensis
Sida jamaicensis är en malvaväxtart som beskrevs av Carl von Linné. Sida jamaicensis ingår i släktet sammetsmalvor, och familjen malvaväxter.

## Underarter
Arten delas in i följande underarter:
- S. j. hermannioides
- S. j. jamaicensis